# Joel S. Engel
Joel Stanley Engel (né le 4 février 1936) est un ingénieur américain, connu pour ses contributions au développement des réseaux cellulaires.

## Biographie
Né à New York, il obtient un B.Sc. en ingénierie au City College de New York (1957). Alors qu'il travaille au Massachusetts Institute of Technology dans l'équipe de recherche du Draper Laboratory sur les systèmes de guidage et de stabilisation inertiels, il obtient également un M.Sc. en génie électrique (1959). Il part ensuite dans le New Jersey et travaille pour les Laboratoires Bell pendant la majeure partie de sa carrière de chercheur actif (1959-1983), et obtient également un doctorat de l'Institut polytechnique de Brooklyn sur une thèse sur la transmission de données sur les lignes téléphoniques (1964).
Il travaille ensuite chez Bellcomm sur les systèmes de guidage pour le programme Apollo (1965) et chez Page Communications Engineers à Washington, DC (1965–67) avant de retourner aux Bell Labs où il rejoint le groupe de recherche sur les systèmes de téléphonie mobile. Il enseigne également à l'Institut Polytechnique de Brooklyn. Après que la Commission fédérale des communications (FCC) ait ouvert de nouvelles fréquences (1968), son équipe d'ingénieurs développe l'architecture du réseau cellulaire et sa paramétrisation (1971), qui sert de base à Advanced Mobile Phone System, finalement commercialisé (1983),.
Après un passage chez AT&T (1973-1975), Engel retourne aux Bell Labs en tant que chef de département avec des responsabilités pour un large éventail de projets.
Engel rejoint ensuite Satellite Business Systems (1983–86) en tant que vice-président de l'ingénierie, et devient vice-président de la recherche et du développement chez MCI Communications (1986–87), lorsque MCI a acquis SBS. Il est vice-président de la technologie et CTO chez Ameritech (1987-1997).
Engel est élu membre de l'Académie nationale d'ingénierie des États-Unis en 1996 pour ses contributions à la théorie et à la conception des systèmes de télécommunications cellulaires.